# Andrés Astruells
Andrés Astruells Femenia (Barcelona, España, 30 de noviembre de 1946-ibidem, 9 de diciembre de 2017) fue un periodista deportivo español.

## Biografía
Comenzó a trabajar en el periódico Tele/eXprés y desde el 1 de febrero de 1972, se unió al equipo editorial de El Mundo Deportivo, donde trabajó durante 36 años, convirtiéndose en su jefe de sección (1975-76) y editor en jefe (1976-2008). Desde su tribuna, con elegancia y fina ironía formó a varias generaciones de periodistas deportivos. Estaba más próximo al lord británico por sus formas y elegancia, era aficionado al golf.
También colaboró con la revista Don Balón y fue miembro habitual del programa El larguero de la Cadena SER, entre otros. Fue considerado una referencia en la información del FC Barcelona y el Espanyol, pero también se destacó en la sección de deportes, especialmente en la cobertura de los Juegos Olímpicos de Barcelona. Hacía un tandem periodístico con Tomás Guasch, que lamentaba su fallecimiento: «El inmenso Andrés Astruells se nos ha ido al cielo. Cuanto te queremos, chato». Murió en Barcelona el 9 de diciembre de 2017 después de una larga enfermedad.